# Куршаб (Куршабский аильный округ)
Куршаб (кирг. Куршаб) — село в Узгенском районе Ошской области Кыргызстана, центр Куршабского аильного округа.

## Население
По оценке на начало 2024 года, в селе проживало 20 975 человек.

## История
Село Покровское основано в 1893 году переселенцами с Украины. В 1935—1959 годах было центром Куршабского района. До 2004 года носило название Ленинское.

## Известные жители
- Решетник, Иван Семёнович (1924—1968) — участник Великой Отечественной войны, Герой Советского Союза (1943).